# Тусиён
Тусиён (до 2024 — Бахористон / Кизил Аскар) — село в Хатлонской области Республики Таджикистан. 
Входит в состав джамоата (сельской общины) им. Талбака Садриддинова Шахритусского района.
Находится на расстоянии 8 км от райцентра (пгт. Шахритус) и 3 км от центра джамоата (село Лолазор).
Название села означает «люди из туса».
Прежнее название — Кизил-Аскар. 
Население — 1228 чел. (2017).